# سجل درجات الحرارة الجيولوجية

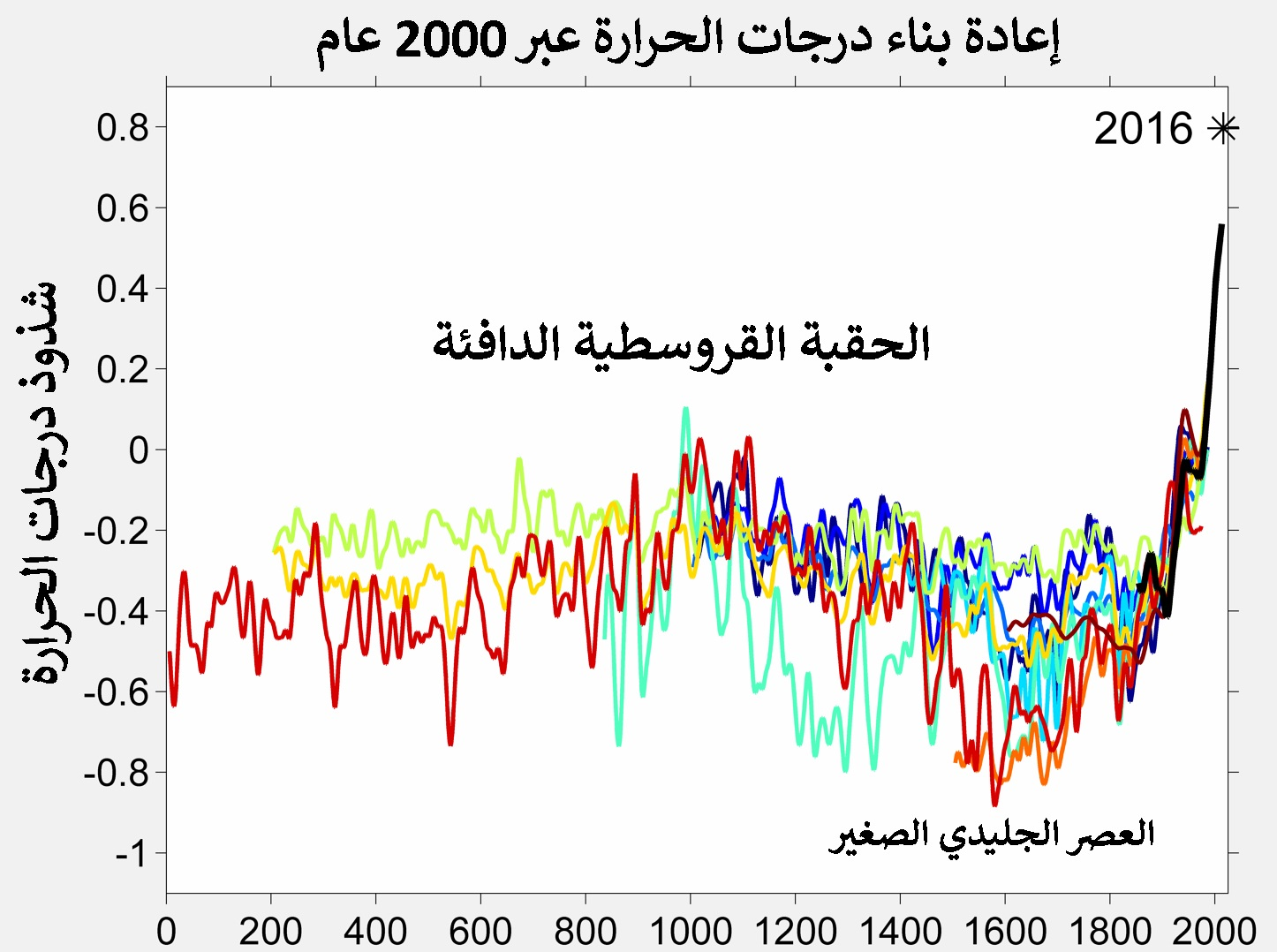
منحني بياني يظهر متوسط درجة حرارة سطح الأرض خلال الألفيتين المنصرمتين بالاعتماد على عدة مصادر.

سجل درجات الحرارة الجيولوجية هو عبارة عن التغيرات الحاصلة في بيئة (فيزياء حيوية) الأرض كما تحدده الأدلة الجيولوجية على مقياس زمني من بضع ملايين إلى بليون (109) عام. توفر دراسات درجات الحرارة في الماضي معلومات هامة عن البيئة القديمة لأنها عنصر حاسم في دراسات المناخ وعلم المحيطات وتغييراتهما عبر الزمن.

## الأدلة على درجات الحرارة في الماضي
يأتي دليلنا على درجات الحرارة السابقة من النظائر (خاصة δ18O)؛ إضافة إلى اختبارات نسبة المغنيسيوم إلى الكالسيوم في ال منخربات، والألكينونات. في كثير من الأحيان، تستخدم العديد من الأدلة مع بعضها البعض للحصول على تقديرات متعددة للحرارة. وقد كان ذلك حاسماً في دراسات درجات الحرارة في العصر الجليدي